# Papilio thersites
Papilio thersites är en fjärilsart som beskrevs av Fabricius 1775. Papilio thersites ingår i släktet Papilio och familjen riddarfjärilar. Inga underarter finns listade i Catalogue of Life.